# Club Alemán Andino
El Club Alemán Andino o DAV (Deutscher Anden Verein) por sus siglas en alemán, es uno de los clubes de montaña más antiguos de Chile. Fue fundado en la ciudad de Santiago en 1924 por miembros de la colonia alemana residente. Es considerado el hermano menor del Club Alemán de Excursionismo o DAV (Deutscher Ausflug Verein) de Valparaíso, puesto que algunos socios de este club fundado en 1909, participaron en la fundación de su homónimo en Santiago.

## Historia
Los socios fundadores fueron Rudi Vogel, Theodor Malbranc, Gustav Fremerey, Walter Peukert, Kurt Klemm, Hjalmar Jacobsen, Hans Hennig, Sebastián Krückel y Hermann Sattler.
En un inicio se eligió el cactus, típico de la zona central de Chile como símbolo del nuevo club. Más tarde se cambiaría por la edelweiss también usada por el Club Alpino Alemán.
El primer gran logro deportivo del club lo consiguieron los socios Sebastian Krückel, Albrecht Maass y Hermann Sattler, quienes en 1928 lograron el primer ascenso del cerro Marmolejo, en una época en que la mayoría de los seis miles en Chile todavía estaba sin ascender. Al año siguiente, en 1929, los socios del DAV continuaron haciendo historia, puesto que este año Conrads, Maass, Pfenniger y Wolf ascendieron el Cerro Mesón Alto, otra montaña clásica de los Andes Centrales de Chile. Después de esto la actividad no se detuvo y los socios del DAV consiguieron un largo listado con más de ochenta primeros ascensos en los Andes Centrales de Chile, lo que le ha asegurado al club un lugar prominente en la historia del montañismo en Chile.
En 1929, los socios del club Klatt y Fickenscher publicarían la primera carta de los Andes Centrales de Chile, la que por muchos años serviría como única referencia para los montañistas chilenos. Copias de la original se pueden encontrar en la sede del club.
Continuando con la actividad de documentación de las montañas de Chile, el socio Kurt Klemm publicó en 1934 el primer libro guía de montaña de Chile, llamado "El Baqueano del Andinista Chileno".

## Imágenes

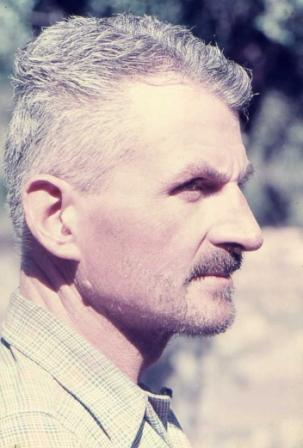
Eberhard Meier en 1954
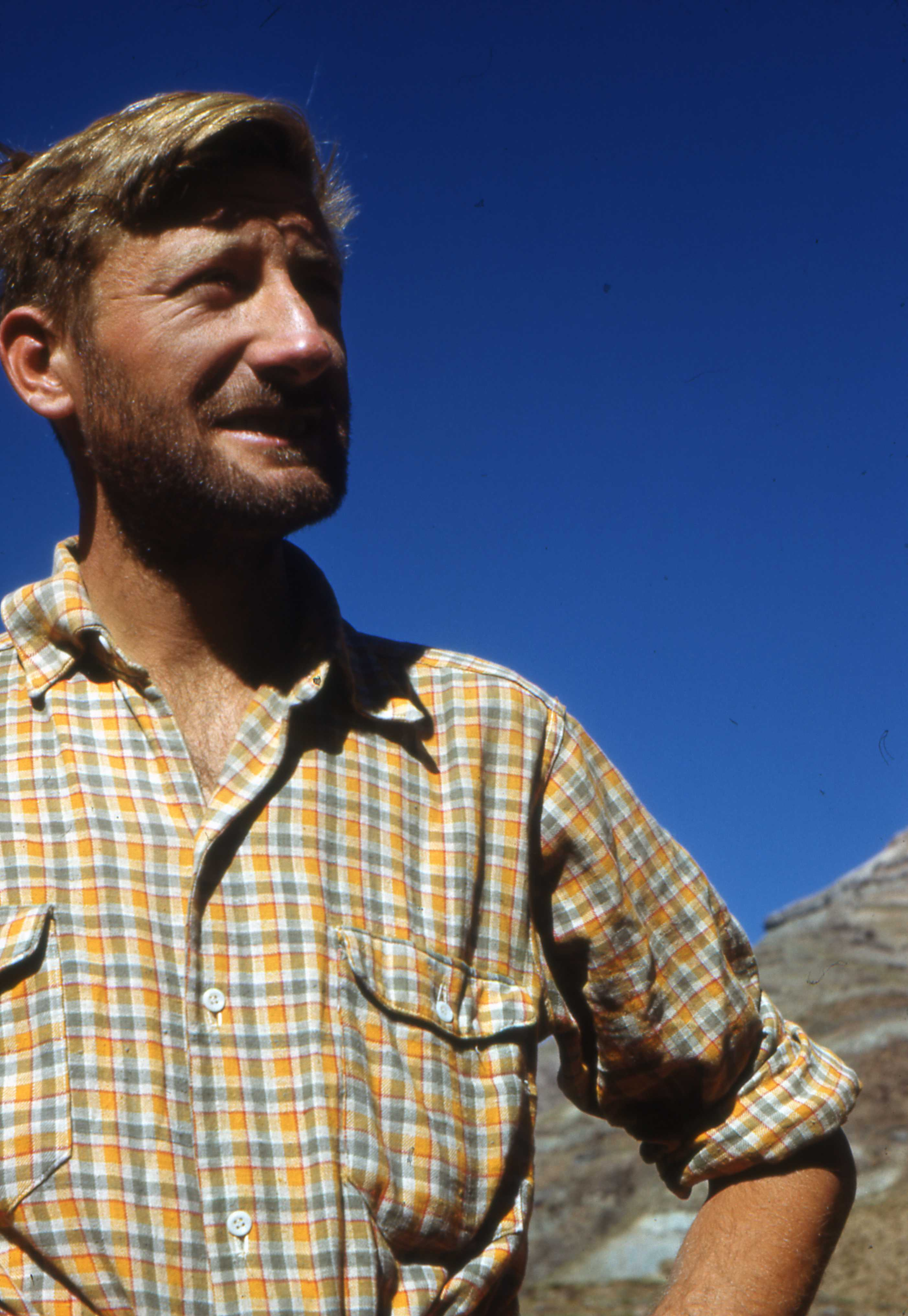
Wolfgang Förster, otro de los más recordados socios del DAV
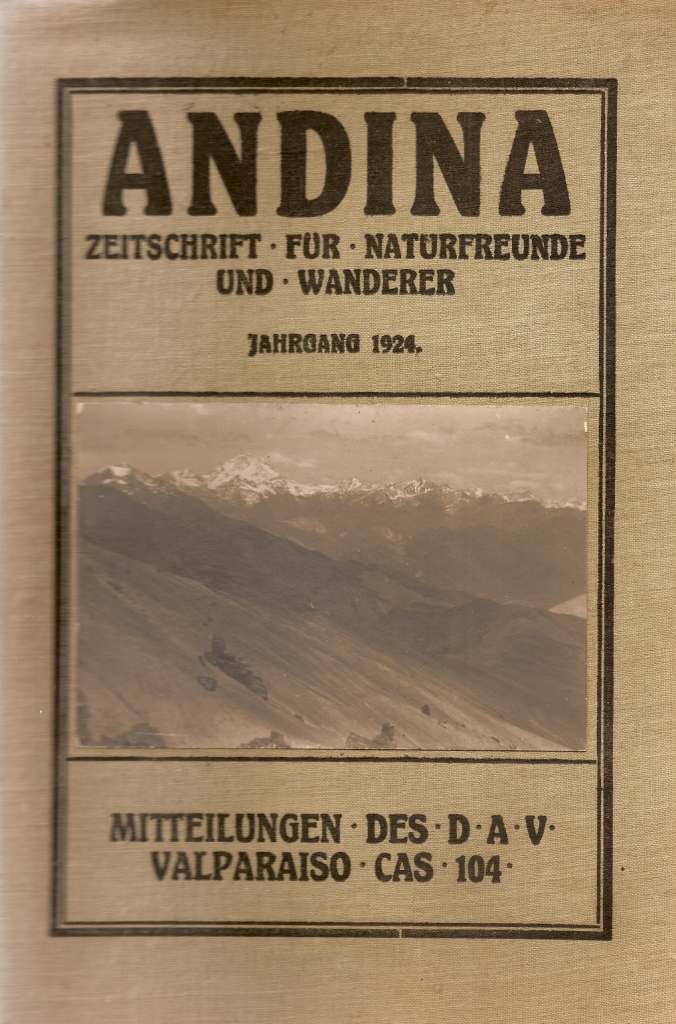
Primera revista Andina del DAV en que se utilizó este nombre
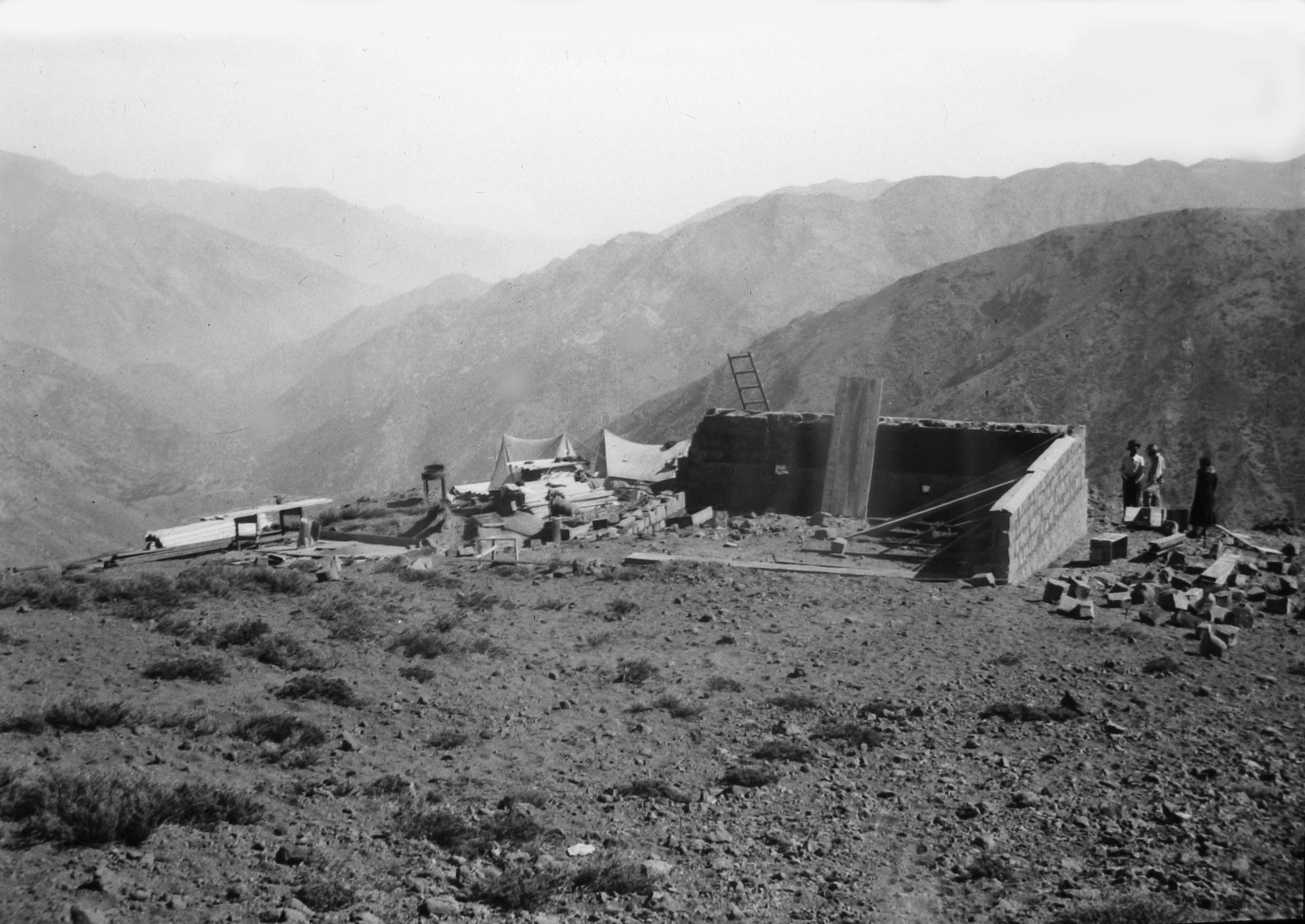
La Parva Alemana durante su construcción en el año 1937
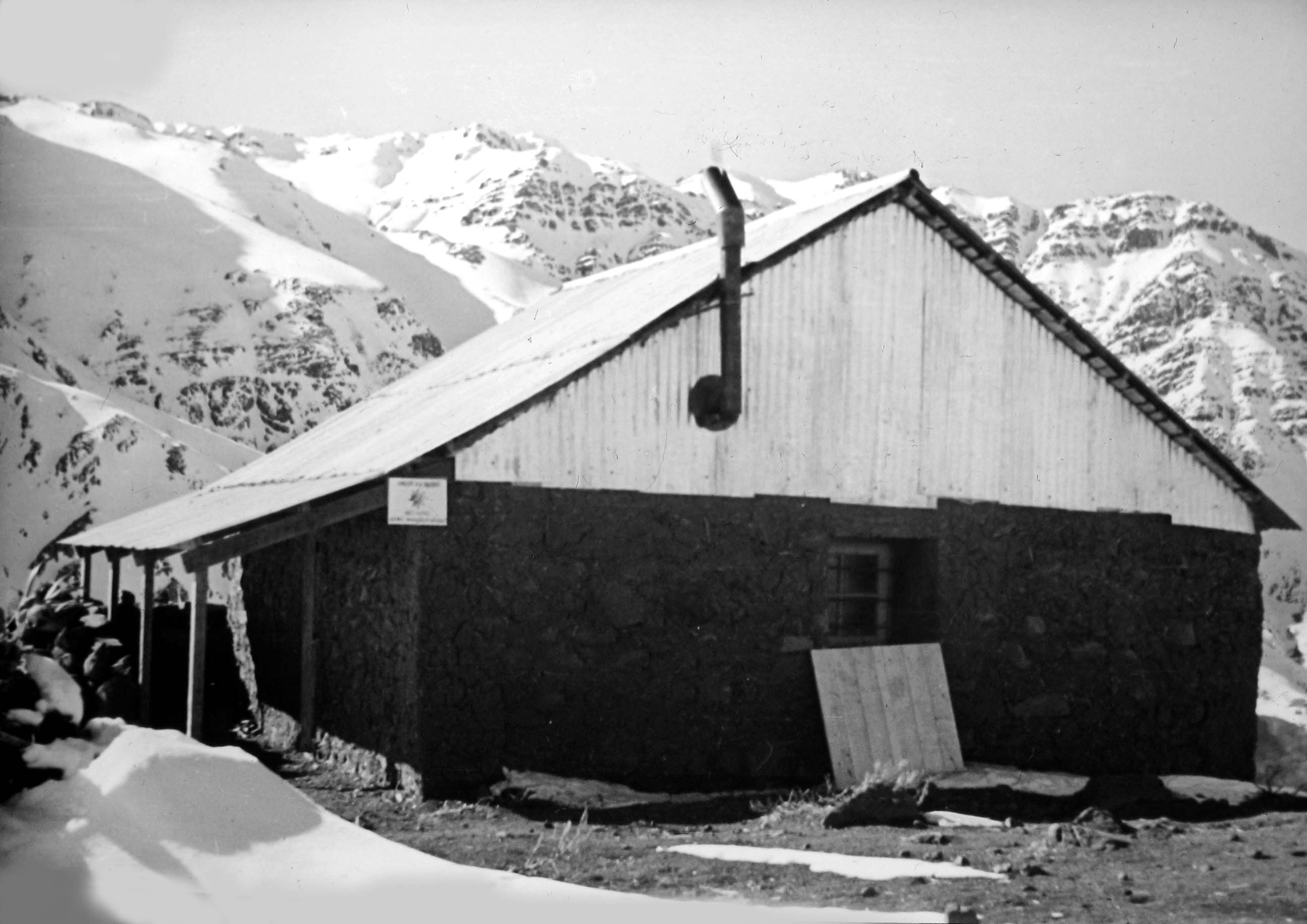
El refugio de los Azules ubicado en el Potrero Alto, detrás del cerro de Ramón
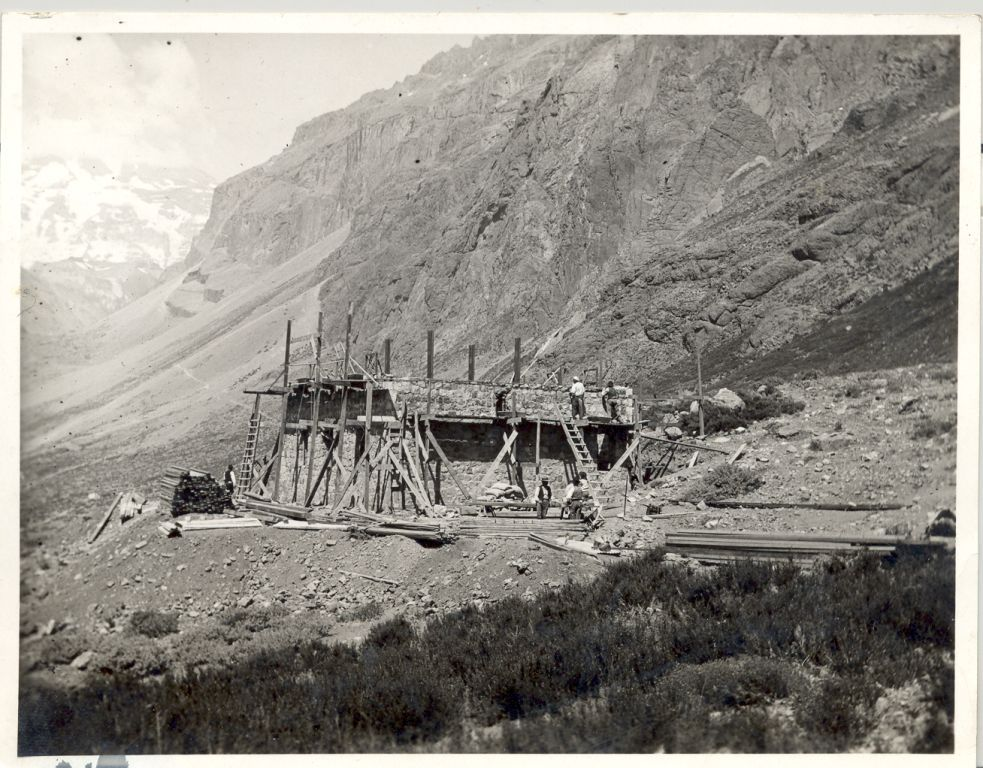
Construcción del refugio de lo Valdés a principios de la década de los 30

## Listado deprimeros ascensos[2]
| Año  | Montaña                                                    | Altura | Participantes                                    |
| ---- | ---------------------------------------------------------- | ------ | ------------------------------------------------ |
| 1928 | Marmolejo                                                  | 6108   | Krückel, Maass, Sattler                          |
| 1929 | Mesón Alto                                                 | 5257   | Conrads, Maass, Pfenniger, Wolf                  |
| 1931 | Volcán San José                                            | 5856   | Krückel, Pfenniger                               |
| 1931 | San Francisco                                              | 4340   | Maass                                            |
| 1932 | Cortaderas                                                 | 5197   | Bruening, Hein, Maass, Niederer                  |
| 1933 | Nevado de Piuquenes                                        | 6012   | Lüders, Pfenniger                                |
| 1934 | Morado                                                     | 4647   | Krückel, Pfenniger                               |
| 1934 | Morado Cumbre Sur (primera travesía entre las dos cumbres) | 4490   | Meichsner, Tietzen                               |
| 1934 | Amarillo                                                   | 4240   | Meichsner, Nordheimer                            |
| 1934 | Capitán del Quempo                                         | 4145   | Pfenniger, von Plate                             |
| 1935 | Risopatrón                                                 | 5750   | Krückel, Pfenniger, Walz                         |
| 1935 | Puntiagudo (RM)                                            | 4110   | Meichsner, Lange                                 |
| 1935 | Morro Negro                                                | 4276   | Meichsner, Lange                                 |
| 1937 | Pirámide                                                   | 5450   | Krückel, Walz                                    |
| 1942 | Loma Larga (Cumbre Oeste)                                  | 5450   | Barentin, Stein, Goyeneche                       |
| 1943 | Sargento del Quempo                                        | 3792   | Meier, Harseim                                   |
| 1943 | Diablo                                                     | 4270   | Meier, Krahl, Bachmann, Fergadiot                |
| 1944 | Alto                                                       | 6148   | Meier, Krahl, Köster, Förster                    |
| 1944 | Nevado sin Nombre                                          | 5933   | Köster, Hoffmann, Bunger                         |
| 1946 | Trono                                                      | 5477   | Meier, Harseim                                   |
| 1946 | Laguna                                                     | 4120   | Meier, Ludwig Krahl y Rosita Schregle            |
| 1947 | Solari                                                     | 5320   | Harseim, Fergadiot                               |
| 1947 | Roth                                                       | 5380   | Harseim, Fergadiot                               |
| 1948 | Klatt                                                      | 4200   | Harseim, Niehaus                                 |
| 1948 | Cerro de Federico                                          | 4000   | Niehaus, Meier, Förster                          |
| 1949 | Sierra Bella                                               | 5230   | Krahl, Meier, Förster                            |
| 1951 | León Negro                                                 | 5151   | Niehaus, Krahl, Meier, Förster                   |
| 1953 | San Hilario                                                | 4000   | Meier, Förster                                   |
| 1953 | Castillo                                                   | 5485   | Krahl, Hoffmann, Kunstmann, Meyer                |
| 1953 | Torre de Flores                                            | 4885   | Meier, Niehaus, Schlotfeld, Schneider            |
| 1955 | Toscas                                                     | 5183   | Meier                                            |
| 1956 | Cabeza de Novillo                                          | 4600   | Haberland, Förster, Montenegro                   |
| 1957 | Teniente del Quempo                                        | 4250   | Haberland, Förster, Montenegro                   |
| 1960 | Tronco                                                     | 5600   | Stehr, Siegel                                    |
| 1960 | Alto del Azufre                                            | 4691   | Förster, Kadelbach, F. Montenegro, S. Montenegro |
| 1962 | Mirador del Yeso                                           | 4537   | Schneider, Förster                               |
| 1966 | Rafael Saavedra                                            | 4410   | Kunstmann, Förster                               |
| 1985 | Punta Meier                                                | 5908   | Waetjen y Nuñez                                  |
| 2008 | Parque Andino                                              | 4548   | Sermini, Fouilloux, Sandner, Cánovas, Vivanco    |
| 2010 | Punta Tehuelche                                            | 1750   | Montero, Ilsborux, Haab y Cayupi                 |
| 2011 | Bávaro                                                     | 4085   | Atalah, Vivanco                                  |
| 2011 | Chimbote                                                   | 5493   | Farías, Fainberg                                 |
| 2011 | Chancaca                                                   | 4059   | Atalah, Vivanco                                  |
| 2012 | Puntón Amarillo                                            | 4159   | Beckmann, Vivanco, Acevedo y Guerra              |
| 2013 | El Turbio                                                  | xx     | Montero                                          |
| 2013 | El Yeso                                                    | 4195   | Nazar, Apweiler, Rodríguez, Vásquez y Vivanco    |
| 2018 | Los Negros                                                 | 4520   | Neira, Garcia-Huidobro, Argandoña y Weinstein    |
| 2019 | Cabeza del Inca Este                                       | 4105   | Masferrer, Vivanco y Varas                       |

## Actualidad
Actualmente la sede del club está ubicada en la calle Arrayán N°2735 en la comuna de Providencia. Esta sede fue adquirida por el club el año 1969, tras largas gestiones de su presidente Dietrich von Borries, e inaugurada en 1970. En la actualidad, los socios se reúnen ahí cada jueves para organizar sus actividades. Además en esta sede se encuentra la biblioteca de montaña del club, hay una sala de eventos en la que los días martes se presentan destacados montañistas a mostrar sus fotografías y en el patio trasero hay un muro y un boulder para practicar la escalada. 
El club también es dueño de un refugio de montaña en Farellones y del histórico refugio de Lo Valdés, el que fue inaugurado en 1932. Además el club tuvo otros refugios, que debido a los saqueos sufridos y a los daños provocados por los terremotos, terminaron abandonados en ruinas. Entre ellos se cuentan el refugio de la Parva Alemana, Totorillas y Los Azules.